# نصب كوتاموا
نصب كوتاموا أو كتمو (بالفينيقية 𐤊𐤕𐤌𐤅 كتمو ) هو نصب جنائزي من البازلت يحمل نقشًا آراميًا يشير إلى كوتاموا ، وهو مسؤول ملكي من القرن الثامن ح. ع . اُكتشف في منطقة سمأل ، في جنوب شرق تركيا ، في عام 2008م، من قبل بعثة نويباور Neubauer من المعهد الشرقي في جامعة شيكاغو .

## وصف
يبلغ ارتفاع النصب نحو 90 سم وعرضه نحو 60 سم. وهو نصب تذكاري يخص كوتاموا ، الذي كان مسؤول ملكي من القرن الثامن قبل الميلاد من سمأل، والذي أمر بصنع نصب والنقش عليه، وكان من المقرر نصبه عند وفاته.

## النقش
يطلب النقش من المُعزين إحياء ذكرى حياته وآخرته بالأعياد "لروحي الموجودة في هذا الصب". وهذه واحدة من أقدم الإشارات في ثقافة الشرق الأدنى إلى الروح ككيان منفصل عن الجسد . 

ترجمة اللوحة.
"أنا كتمو ، خادم باناموا، الذي أمرت بصنع هذا النصب لنفسي بحياتي. وضعته في حجرة الأبدية وأقمت وليمة (في) هذه الحجرة: ثور لهدد قرباتلي، وكبش لـ نجد/ر صود/رن، وكبش لشمش، وكبش لهدد الكروم، وكبش لكوبابا، وكبش لـ "نفسي" (𐤋𐤍𐤁𐤔𐤉 ) التي في هذا النصب." ومن الآن فصاعدا، أيا كان من أبنائي أو أبناء أي شخص يأتي إلى امتلاك هذه الغرفة، فليأخذ من أفضل هذا الكرم (كتقدمة) سنة بعد سنة. "ويجب عليه أيضًا أن يقوم بالذبح بالقرب من نفسي ويشوي لي شقة. 

## النص
| تفريغ باردي (2009) | نقحرة |
| --- | --- |
| 𐤀𐤍𐤊 . 𐤊𐤕𐤌𐤅 . 𐤏𐤁𐤃 [.] 𐤐𐤍𐤌𐤅. [𐤆𐤉] . 𐤒𐤍𐤕 . 𐤋[𐤉] . 𐤍𐤑𐤁 . 𐤁 𐤇𐤉𐤉 . 𐤅𐤔𐤌𐤕 . 𐤅𐤕𐤄 . 𐤁𐤎𐤉𐤓\𐤃 . 𐤏𐤋𐤌𐤉 . 𐤅𐤇𐤂𐤂𐤕 . 𐤎 𐤉𐤓\𐤃 . 𐤆𐤍 . 𐤔𐤅𐤓 . 𐤋𐤄𐤃𐤃 . 𐤒𐤓\𐤃𐤐𐤃\𐤓𐤋 . 𐤅𐤉𐤁𐤋 . 𐤋𐤍𐤂 𐤃\𐤓 . 𐤑𐤅𐤃\𐤓𐤍 . 𐤅𐤉𐤁𐤋 . 𐤋𐤔𐤌𐤔 . 𐤅𐤉𐤁𐤋 . 𐤋𐤄𐤃𐤃 . 𐤊𐤓𐤌𐤍 𐤅𐤉𐤁𐤋 . 𐤋𐤊𐤁𐤁𐤅 . 𐤅𐤉𐤁𐤋 . 𐤋𐤍𐤁𐤔𐤉 . 𐤆𐤉 . 𐤁𐤍𐤑𐤁 . 𐤆𐤍 . 𐤅𐤏𐤕 . 𐤌𐤍 . 𐤌𐤍 . 𐤁𐤍𐤉 . 𐤀𐤅 . 𐤌𐤍 𐤁𐤍𐤉 𐤀𐤔 . 𐤅𐤉𐤄𐤉 . 𐤋𐤄 . 𐤍𐤎𐤉𐤓\𐤃 . 𐤆𐤍𐤍 . 𐤅𐤋𐤅 𐤉𐤒𐤇 . 𐤌𐤍 𐤇𐤉𐤋 . 𐤊𐤓𐤌 . 𐤆𐤍𐤍 . 𐤔𐤀 . 𐤉𐤅𐤌𐤍 . 𐤋𐤉𐤅𐤌𐤍 . 𐤅𐤉𐤄 𐤓𐤂 . 𐤁𐤍𐤁𐤔𐤉 . 𐤅𐤉𐤔𐤅𐤉 𐤋𐤉. 𐤔𐤒 | انك . كتمو . عبد[.] بنمو . [زي] . كيونت . لـ[ـي] . نصب . ب حيي. وشمت . وته. بسير/د . علمي . وحججت .س ير/د . زن. شور . لهدد. قر/دفد/رل . ويبل . لنج د/ر . صور/رن . ويبل . لشمش . ويبل . لهدد . كرمن ويبل . لكببو. ويبل. لنبشي . زي . بنصب .زن . وعت . من . من . بنى . او. من بني اش . ويهي. له. نسير/د . زنن . ولو يقح . من حيل . كرم .زنن . شا . يومن . ليومن . ويه رج . بنبشي ويشوي لي . شق |

## هوامش
1. ↑  "Found: An Ancient Monument to the Soul". New York Times. 17 نوفمبر 2008. مؤرشف من الأصل في 2024-08-05. اطلع عليه بتاريخ 2008-11-18. In a mountainous kingdom in what is now southeastern Turkey, there lived in the 8th century BC. a royal official, Kuttamuwa, who oversaw the completion of an inscribed stone monument, or stele, to be erected upon his death. The words instructed mourners to commemorate his life and afterlife with feasts "for my soul that is in this stele."
2. ↑  "Funerary monument reveals Iron Age belief that the soul lived in the stone | University of Chicago News". 18 نوفمبر 2008. مؤرشف من الأصل في 2024-07-06.
3. ↑  Pardee, Dennis (2009). "A New Aramaic Inscription from Zincirli." Bulletin of the American Schools of Oriental Research, (356), 53.